# Manolis Andronikos

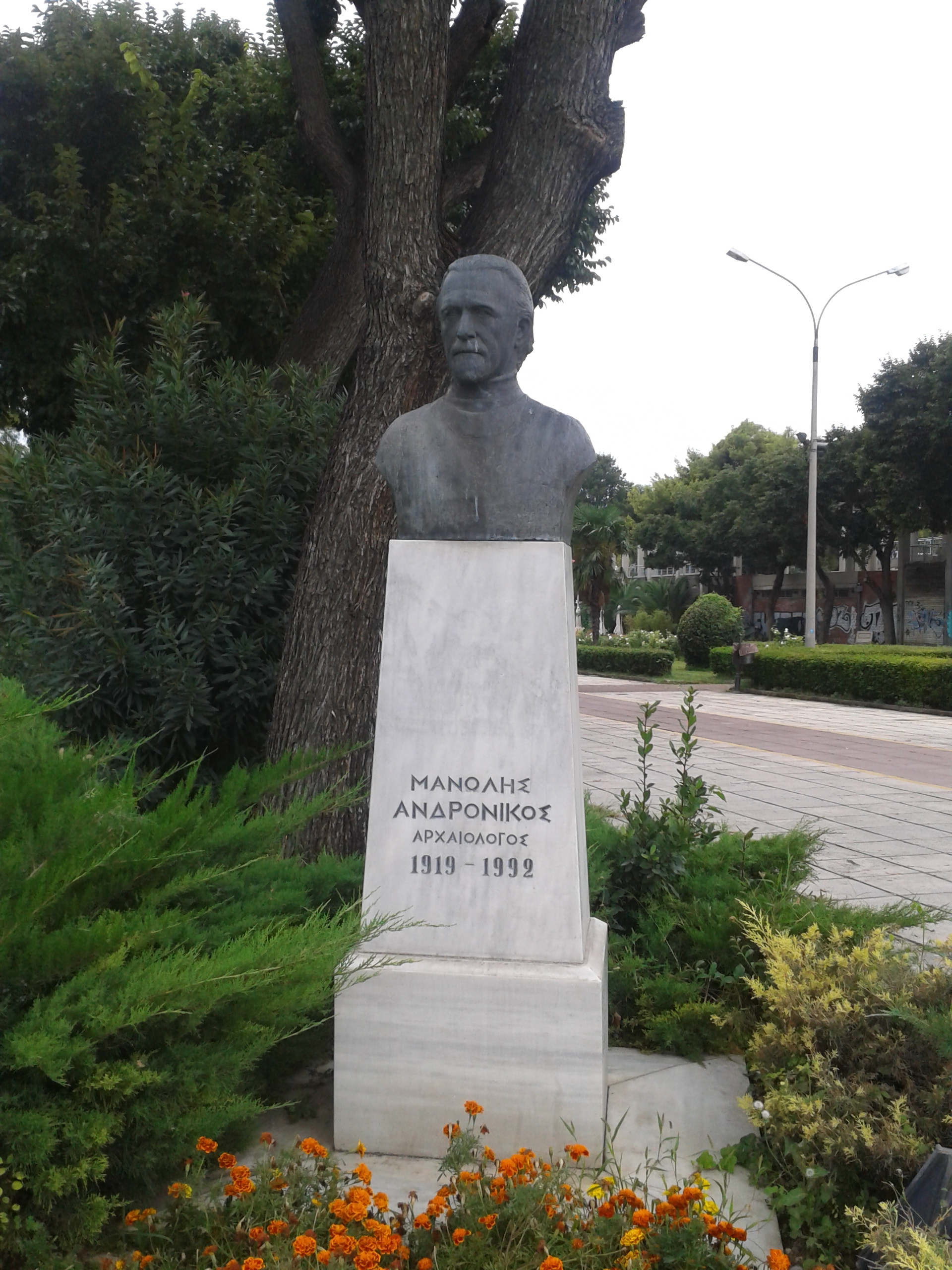
Estatua de Manolis Andronikos en Salónica.

Manolis Andrónicos (en griego:Μανόλης Ανδρόνικος 1919 - 1992) fue un arqueólogo griego. 
Nació en Bursa, en la actual Turquía, pero pronto se trasladó con su familia a Tesalónica. Fue profesor de arqueología en la Universidad Aristóteles de Tesalónica.
Participó como discípulo de Konstantinos Rhomaios en las excavaciones de Vergina (la antigua Egas) entre 1938 y 1940. A partir de 1949 pasó a pertenecer al Servicio Arqueológico Griego, quien le otorgó un puesto mediante el cual pudo proseguir su labor arqueológica en Vergina. Allí exploró el llamado Gran Túmulo, así como otro cementerio de pequeños túmulos y el palacio. En los años 1977 y 1978, en el Gran Túmulo descubrió unas importantes tumbas reales del siglo IV a. C., con un rico ajuar funerario, una de las cuales la identificó como la de Filipo II de Macedonia.
Su país, en reconocimiento al aniversario de su nacimiento, le dedicó la  moneda de 2 euros conmemorativos de Grecia del 2019. 

## Publicaciones destadas
- 1961. Τὸ ανάκτορον τῆς βεργίνας (El palacio de Vergina).
- 1969. Τὸ νεκροταφεῖον τῶν τύμβων (El cementerio de los túmulos).
- 1979. Ανασκαφή στη Μεγάλη Τούμπα της Βεργίνας (Excavación en el Gran Túmulo de Vergina).
- 1984. Βεργίνα, οι βασιλικοί τάφοι και οι άλλες αρχαιότητες (Vergina, las tumbas reales y las otras antigüedades).
- 1993. Από τον Φίλιππο Β΄ έως τη ρωμαϊκή κατάκτηση (Desde Filipo II hasta la conquista romana).
- 1994. Βεργίνα ΙΙ. Ο τάφος της Περσεφόνης (Vergina II. La tumba de Perséfone).[2]